# Cinq personnages en quête d'empereur
Cinq personnages en quête d'empereur est un roman de Maud de Belleroche paru en janvier 1962 à la librairie Cino Del Duca, et ayant remporté le prix Broquette-Gonin de littérature de l'Académie française l'année suivante. Le titre est un clin d'oeil à la pièce de Luigi Pirandello, Six personnages en quête d'auteur.

## L'œuvre
Le roman est préfacé par Francis Didelot.

## Prix
- Prix Broquette-Gonin de littérature de l'Académie française 1963[1]